# Psautier de Spiridon de Kiev

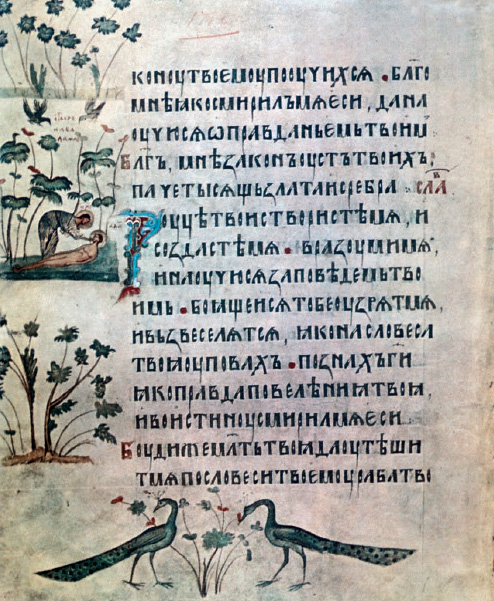
Page du psautier de Spiridon avec une miniature représentant la création d'Adam

Le psautier de Spiridon de Kiev ou psautier de Kiev est un psautier enluminé de 229 folios sur parchemin composé à Kiev en 1397. Il comprend les psaumes de David ainsi qu'une dizaine d'autres textes bibliques. Il a été rédigé par l'archidiacre Spiridon de Kiev en slavon liturgique et est décoré de plus de trois cents miniatures, sur le modèle d'un psautier byzantin du XIe siècle. Il mesure 30 cm sur 24,5 cm.
Il est conservé à la Bibliothèque nationale russe de Saint-Pétersbourg.

## Historique

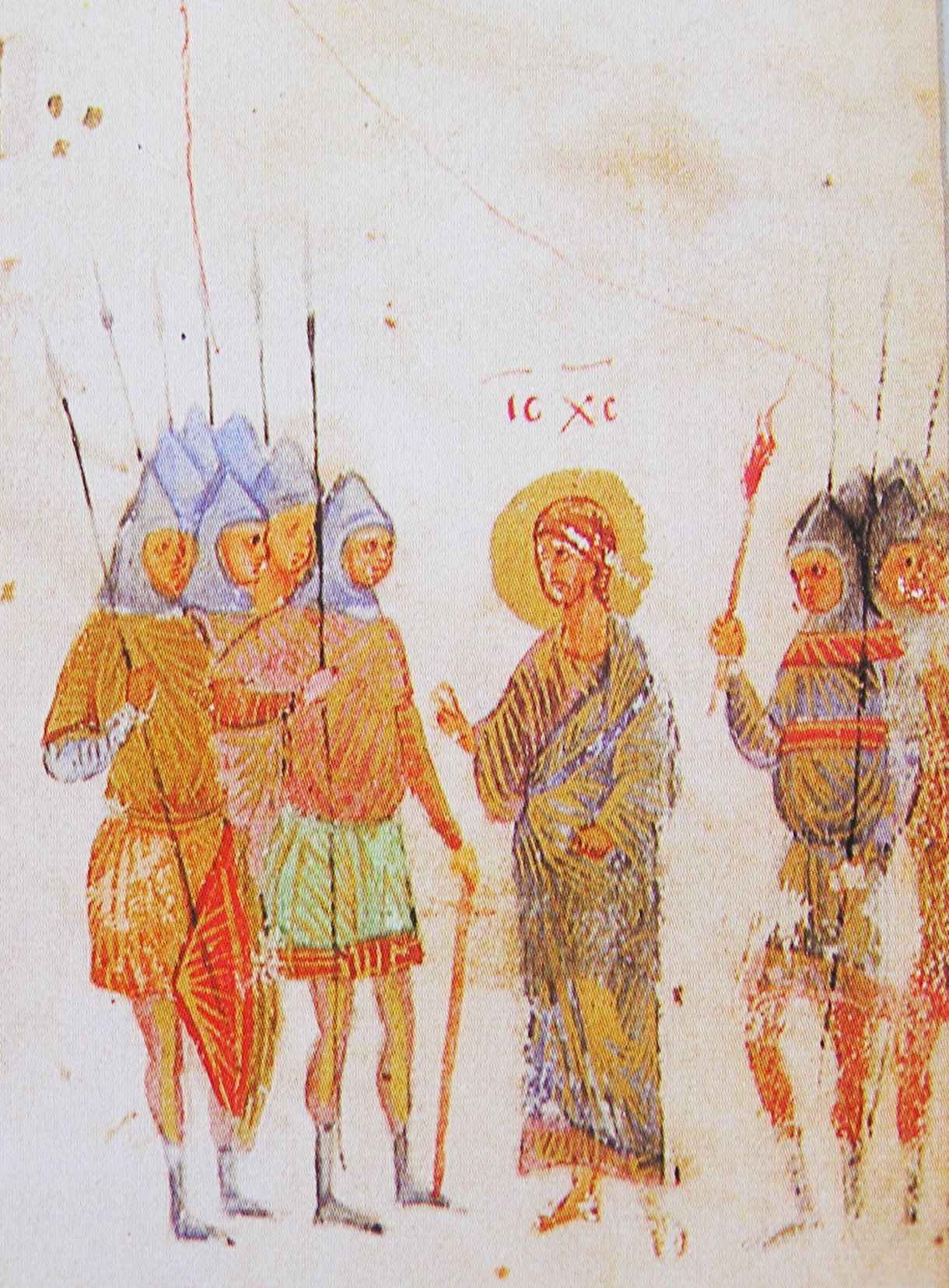
Miniature de l'arrestation du Christ

Son histoire connue commence au XVIe siècle lorsque le manuscrit est offert par un noble lituanien du nom d'Abraham Glembitski à l'église Saint-Nicolas de Wilno, où il est conservé, jusqu'au XIXe siècle. En 1827, le prêtre responsable de cette paroisse uniate, Mikhaïl Bobrovski (1784-1848), professeur d'exégèse et d'herméneutique à l'université de Wilno et slaviste réputé, prend le manuscrit pour l'étudier chez lui; mais, lorsque les événements révolutionnaires atteignent la province et que l'université est fermée en 1831, il décide de le mettre en sûreté dans une paroisse villageoise du gouvernement de Grodno, à Cherechevo, dont il deviendra le curé en 1833. Il devient également en quelque sorte le premier propriétaire privé du psautier, mais il le vend à un aristocrate du nom de Trembitski, tout en en gardant l'usage jusqu'à sa mort qui intervient en 1848. Les héritiers de Trembitski le vendent à sa mort en 1861.  Il figure en 1874 dans l'inventaire de la collection du comte Zamoyski (1800-1874), puis dans celle du prince Wiazemsky (1820-1888) et finalement dans celle du comte Cheremetiev (1844-1918) qui avait acheté les cinq cents manuscrits de la bibliothèque du prince. Il en fait don en 1881 à la Société des amateurs des manuscrits anciens. La collection de cette société est nationalisée à la Révolution d'Octobre et rejoint la collection de la Bibliothèque publique de Leningrad en 1932.
Le psautier est restauré en 1963 sur le modèle de l'évangéliaire d'Ostromir et divisé pour ce faire en plusieurs cahiers. Le parchemin est nettoyé de sa poussière et de ses taches d'humidité avec de l'eau distillée et ensuite il est pressé. Des processus chimiques rendent aux miniatures et à l'encre leurs couleurs d'origine.
Le psautier fait partie du fonds de la Société des amateurs de manuscrits anciens conservé à  la Bibliothèque nationale russe de Saint-Pétersbourg.

## Description

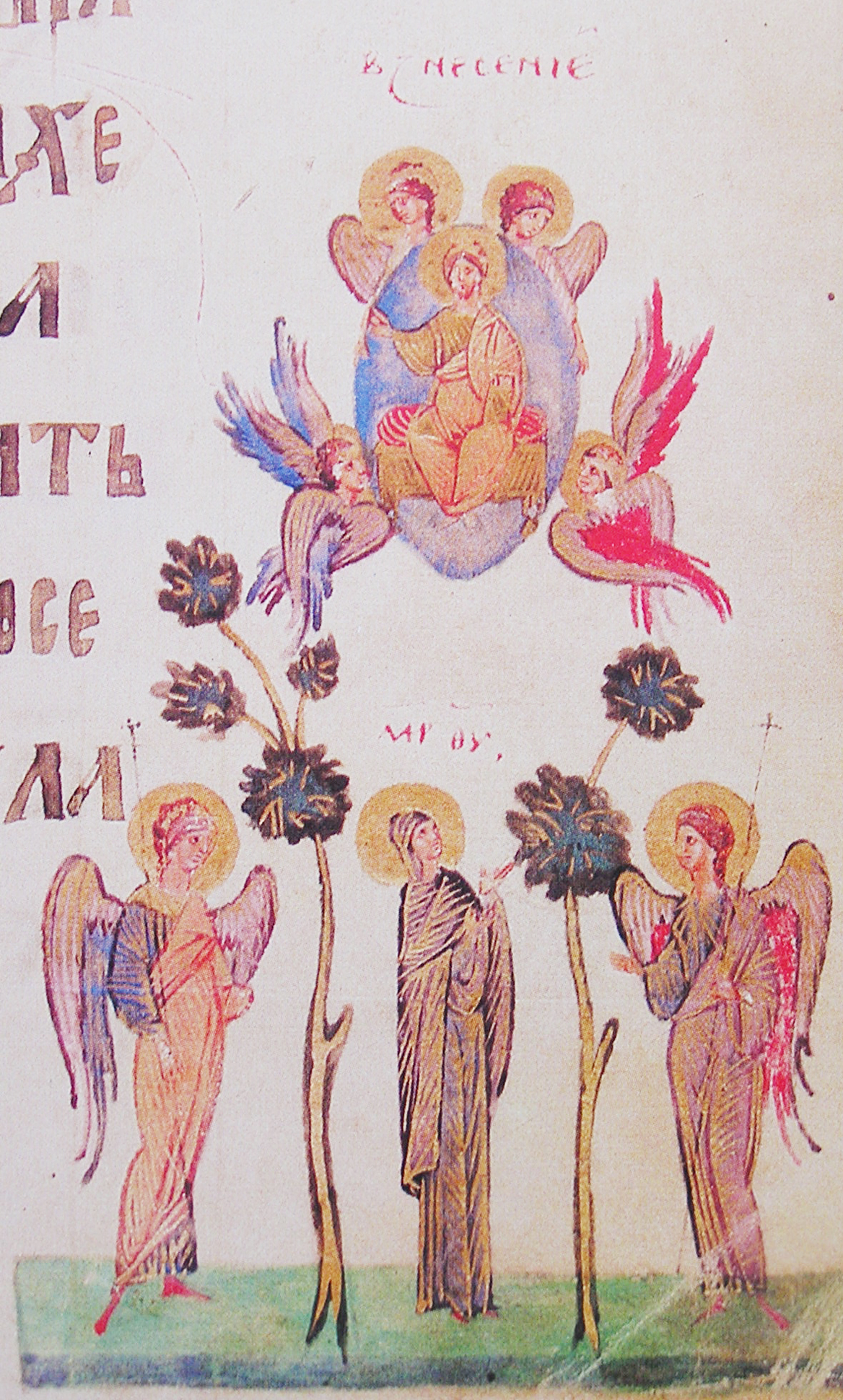
L'Ascension

Les textes des psaumes sont finement illustrés de miniatures séparées du texte par de légers traits rouges (comme pour le psautier Chludov) avec parfois une notice qui explique la signification de l'image. Elles ne correspondent pas toujours au texte. Le psautier est plus grand (30 cm x 24,5 cm qu'un psautier byzantin habituel.